# 단성초등학교
단성초등학교는 대한민국 경상남도 산청군 단성면 성내리에 있는 공립 초등학교이다.

## 연혁
- 1908년 10월 27일 사립세명학교로 개교
- 1912년 4월 1일 단성공립보통학교(4년제) 개편 인가
- 1922년 4월 4일 6년제 인가
- 1938년 4월 1일 단성공립심상소학교 개칭[1]
- 1941년 4월 1일 단성공립국민학교 개칭[2]
- 1950년 4월 1일 단성국민학교로 교명 변경[3]
- 1979년 3월 5일 병설유치원 개원
- 1989년 3월 1일 묵곡분교장 통합
- 1996년 3월 1일 단성초등학교로 개칭[4]
- 1998년 3월 1일 남사분교장, 금만초등학교 본교 통합
- 1999년 3월 1일 백곡분교장 본교 통합
- 1999년 9월 1일 소남분교장, 입석초등학교 본교 통합
- 2010년 8월 4일 천연잔디운동장 및 생태학습장 조성
- 2010년 11월 25일 트랙 공사 준공
- 2017년 2월 17일 제104회 졸업식(졸업생 18명, 총 6,543명)
- 2017년 3월 1일 제42대 김호연 교장 부임

## 상징
- 교화(校花) - 동백 : 추운 겨울에 피는 꽃러럼 사랑과 희망을 상징
- 교목(校木) - 히말라야시다 : 항상 푸르고 씩씩하게 자라나도록 하는 마음가짐의 상징

## 참고 자료
- 단성초등학교 - 한국교육학술정보원 학교알리미